# Cavour Morris
Cavour Morris (ur. 3 sierpnia 1932, zm. 29 listopada 2002) – barbadoski strzelec, olimpijczyk. 
Brał udział w Letnich Igrzyskach Olimpijskich 1972. Startował w jednej konkurencji, w której zajął 93. miejsce. 
Morris wystąpił także w Igrzyskach Brytyjskiej Wspólnoty Narodów 1978. Zajął 30. pozycję w konkurencji: karabin małokalibrowy leżąc, 50 m (zdobył 1143 punkty na 1200 możliwych).

## Wyniki olimpijskie
| Igrzyska | Konkurencja                       | Wynik                           | Miejsce | Źródło |
| -------- | --------------------------------- | ------------------------------- | ------- | ------ |
| IO 1972  | Karabin małokalibrowy leżąc, 50 m | 575 punktów (97-95-95-97-94-97) | 93      | [ 2 ]  |